# Wolke sieben
Die Redensarten „auf Wolke sieben sein“ und „im siebten Himmel sein“ stehen für eine außergewöhnliche Hochstimmung, zum Beispiel das Gefühl von purer Freude oder Verliebtheit.
Im Englischen gibt es im religionswissenschaftlichen Bereich den Ausdruck seventh heaven. Die außergewöhnliche Hochstimmung wird dagegen mit cloud nine bezeichnet, also „Wolke neun“.

## Hintergrund

### Antike, griechische Philosophie
Der Ausdruck siebter Himmel stammt wahrscheinlich aus der Theorie des griechischen Philosophen Aristoteles. Dieser teilte den Himmel als Plural in sieben durchsichtige Gewölbe (Schalen) ein, in die die Himmelskörper eingebettet sind. In jeder der sieben Himmel oder Sphären bewegt sich je einer der sieben bekannten Planeten: Mond, Merkur, Venus, Sonne, Mars, Jupiter und Saturn. Das siebente Gewölbe Empyreum, also der siebte Himmel, sei jener Bereich, der die Welt mit all ihren Planeten, Sternen, Monden und Sonnen gegen das Nichts abschließe. Manchmal wird es auch so überliefert: Das Altertum kannte sieben Himmelssphären – auch sieben Himmel genannt. Hinter dem letzten sichtbaren Planeten Saturn, dem Hüter der Schwelle, endete die materielle Welt, und es kam nur noch die unsichtbare geistige Welt, die Welt der Phantasie, Wünsche und Träume.

### Apokryphen, Tanach und Talmud
Im apokryphen Testament der 12 Patriarchen, das zwischen 70 und 135 n. Chr. entstand, heißt es in Lev 3 : Höre nun von den sieben Himmeln. Die Lehre von den sieben Himmeln  (hebräisch שָׁמַיִם šāmayīm, deutsch ‚die Himmel‘) entspricht rabbinischer Anschauung und wird im Talmud beschrieben. Nach dem Talmud ist der siebente Himmel der oberste Himmel. Sein Name ist Araboth (hebräisch (ערבות ‚Gewölk‘).
 

Im Talmud (Hagiga II, 1; 12b) heißt es: 

„Es gibt sieben Himmel und zwar Vorhang, Veste, Dunstwolke, Wohnung, Burg, Stätte und Gewölk. … Auf Gewölk (dem siebten) befinden sich Gerechtigkeit, Reichtum und Heil, die Schätze des Lebens, die Schätze des Friedens und die Schätze des Segens, die Seelen der Gerechten, die Geister, die Seelen derer, die einst geboren werden, und der Tau, der einst die Toten beleben wird, Gerechtigkeit und Recht. Gefunden sind fernerhin: die Ophanim, die Seraphim, die Heiligen Tiere, die Dienstengel und der Thron der Herrlichkeit.“

### Christentum und Neues Testament
Der Himmel war im Neuen Testament eine Sphäre oder Wohn- und Wirkstätte Gottes. Schon im frühen Christentum war eine vorherrschende Vorstellungen von Gottes Palast (Joh 14,2 ). Im Neuen Testament gibt es explizit kein Konzept der „sieben Himmel“. Lediglich im Zweiten Brief an die Korinther, der um 55 n. Chr. in der römischen Provinz Macedonia verfasst wurde, wird von einem dritten Himmel gesprochen.

### Islam und Koran
Ebenso wie im Talmud ist die Vorstellung von den sieben Himmeln auch im Koran enthalten und fand durch ihn weitere Verbreitung.